# Antonín Bahenský
Antonín Bahenský (2. dubna 1933 Praha – 1. června 2022) byl český fotoreportér.

## Život a tvorba
Vyučil se kadeřníkem, ale zajímala ho fotografie. V roce 1959 začal pracovat jako fotolaborant v časopise Stadión. Absolvoval kurs pro fotoreportéry a fotografoval pro Stadión motoristický sport. Později se stal fotoreportérem týdeníku Signál., kde působil až do devadesátých let na pozici vedoucího fotooddělení.